# Elastofibroma
L'elastofibroma, és un creixement de consistència fibrosa i elàstica mal definit, formada per fibres elàstiques irregulars i engrandides.

## Signes i símptomes
El pacient presentarà una massa ferma, de creixement lent i profund, sovint presentant-se bilateralment. Pot haver-hi dolor o dolor a la palpació, però això és rar.

## Causa
Hi ha diverses teories sobre l'origen:
- Hi ha suport per a una predisposició genètica, ja que hi ha alteracions del braç curt del cromosoma 1;
- La multifocalitat pot suggerir un defecte enzimàtic sistèmic, que resulta en una elastogènesi anormal;
- Sembla poc probable que siguin ocasionats per traumes o friccions, però és possible.[3]

## Diagnòstic
Per tomografia computada, hi ha una massa de teixits tous heterogènia poc circumscrita, amb una intensitat de senyal similar a la del múscul esquelètic. El fet que la lesió pugui ser bilateral ajuda a eliminar un sarcoma després de la seva consideració. A l'ecografia, els elastofibromes es representen fins a la musculatura com un patró multicapa de zones lineals hipoecòniques de deposició de greix barrejades amb teixit fibroelàstic ecogènic. La massa sovint sobresurt de la regió subscapular després de l'abducció de l'espatlla, permetent una millor delimitació de la troballa.

### Anatomopatologia
En general, el tumor és una lesió blanca mal definida, no encapsulada, i ferma amb greixos intercalats. Els tumors poden ser força grans (fins a 20 cm), tot i que la majoria ronden els 5 cm.
A la vista microscòpica, hi ha una barreja de pesades bandes denses de teixit col·lagenós dissecades per greixos i fibres elàstiques anormals. Les fibres elàstiques solen ser força grans i s'identifiquen fàcilment. Les fibres elàstiques són gruixudes, i fosques eosinòfiles, sovint fragmentades en glòbuls, creant un aspecte de "cadena de perles". A causa de la degeneració, les fibres elàstiques apareixeran com a glòbuls amb una vora serrada.

### Histoquímica

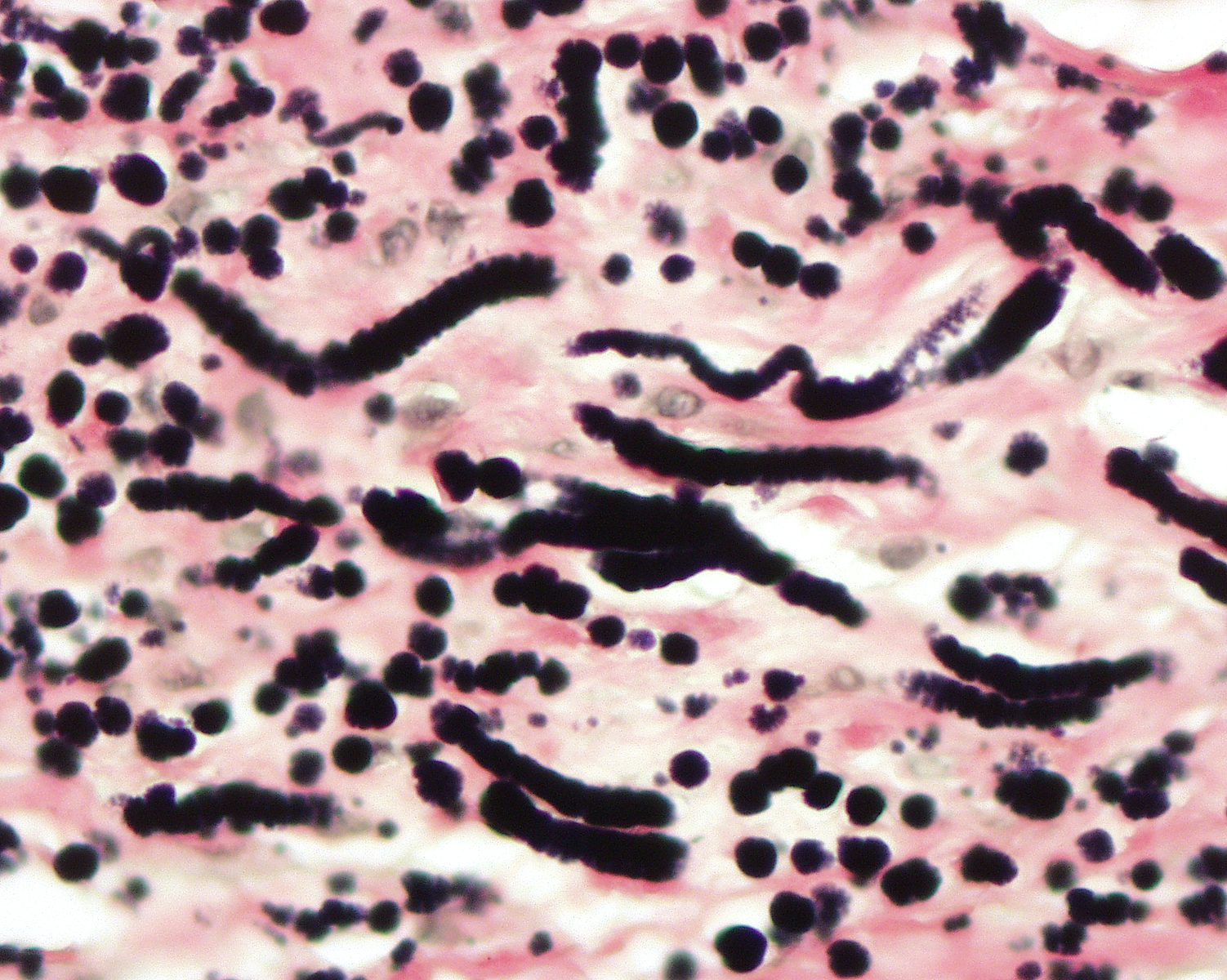
Una fotomicrografia a gran potència en una tinció elàstica on es ressalten les fibres elàstiques en negre.

Les fibres elàstiques seran ressaltades per unes taques elàstiques les tincions de Weigert o von Gieson.

## Diagnòstics diferencials
S'inclouen en el diagnòstic diferencial un lipoma de cèl·lules fusiformes, i segons el lloc anatòmic amb un fibroma nucal o una fibromatosi del coll.

## Tractament
L'excisió simple és el tractament d'elecció, tot i que donada la seva mida gran, el sagnat a l'espai pot ser una complicació potencial. Es poden veure recurrències aïllades, però no hi ha potencial maligne.

## Epidemiologia
Es tracta d'un fenomen molt rar (<0,001% dels tumors de teixits tous), que sol presentar-se en pacients d'edat avançada (>50 anys) i més freqüentment en dones que en homes (5:1). Hi ha una freqüència augmentada a Okinawa, Japó, però pot ser que sigui un biaix d'informació. El tumor es desenvolupa de manera molt específica a la zona subscapular o infrascapular, profunda fins al múscul, de vegades fins i tot unida al periosti de les costelles. Generalment es troba entre l'omòplat i la part inferior del coll, i rarament a la paret toràcica.